# Valentina Trapletti
Valentina Trapletti (Magenta, 12 luglio 1985) è una marciatrice italiana.
Ha vinto cinque titoli italiani assoluti nella marcia 20 km su strada (2009, 2015, 2017, 2018, 2022), due titoli italiani assoluti sui 10 km nel 2016 e nel 2022, due titoli italiani indoor (2020, 2021), 4 titoli nazionali giovanili ed uno universitario.
Con la nazionale assoluta è stata finalista ai Mondiali di Berlino 2009, semifinalista ai mondiali di Londra 2017, finalista agli Europei di Berlino 2018, semifinalista ai mondiali di Doha 2019, ha vinto l'argento nella classifica a squadre della Coppa Europa di marcia a Murcia 2015, a Podebrady 2017 e ad Alytus 2019 e il bronzo a Podebrady 2021. Ha vinto l'argento nella classifica a squadre della Coppa del Mondo a Taicang 2018.
Il 7 giugno 2024 ottiene la medaglia d'argento agli Europei di Roma.

## Biografia
Ha iniziato col praticare l'atletica leggera nel 1999, all'età di 14 anni, nella categoria cadette. È allenata da Enzo Fiorillo.
Dopo la medaglia di bronzo nei 3000 metri di marcia nel 2002 ai campionati italiani allieve indoor, l'anno seguente, 2003, vince il primo titolo italiano giovanile, nella categoria juniores, sempre sui 3000 metri indoor (11º posto agli assoluti al coperto). Vince il bronzo agli italiani juniores sui 20 km di marcia su strada (19ª posizione assoluta) e ottiene un tris di titoli italiani juniores nel 2004: 3000 metri indoor, 20 km di marcia (nona assoluta) e 5000 metri outdoor. Ai mondiali juniores in Italia a Grosseto conclude all'11º posto nella marcia 10000 metri.
Squalificata sui 3000 metri di marcia agli assoluti indoor per infortunio, nel 2005 arriva in 14ª posizione nei 20 km di marcia su strada, mentre ottiene una medaglia di bronzo e tre piazzamenti tra le prime dieci ai campionati italiani del 2006. Nel 2007, invece, vince tre medaglie nei vari campionati nazionali disputati. Nello stesso anno si è classificata undicesima nei 20 km di marcia su strada agli europei under 23 di Debrecen, in Ungheria, mentre nel 2008 diventa campionessa nazionale universitaria e vicecampionessa italiana assoluta sia nei 20 km su strada sia nei 5000 metri outdoor. Sempre nel 2008 ha esordito con la nazionale assoluta in occasione della Coppa del mondo di marcia a Čeboksary, in Russia, chiudendo con un 27º posto individuale nella marcia 20 km su strada ed settimo posto nella classifica a squadre.
Nel 2009 vince il suo primo titolo italiano assoluto nei 20 km di marcia su strada. Successivamente ai Mondiali di Berlino ha concluso al sedicesimo posto nella marcia 20 km su strada; nel corso delle Universiadi di Belgrado, nella stessa distanza, è giunta in sesta posizione.
Dopo essere rimasta per infortunio nel corso di tutto il 2010, torna a gareggiare nel 2011 giungendo quarta ai campionati nazionali universitari sui 5000 m di marcia.
Nel 2013 vince la medaglia d'argento ai campionati nazionali universitari sui 5000 m di marcia e quarto posto nei 10000 m di marcia, nel 2014 è vicecampionessa italiana assoluta nei 3000 m indoor e a Taicang (Cina) nella Coppa del mondo di marcia è giunta al 56º posto.
Nel 2015 vince la medaglia d'argento nella classifica a squadre e si classifica al ventesimo posto individuale nella Coppa Europa di marcia a Murcia (Spagna), così come nel 2017 a Podebrady, in Repubblica Ceca e nel 2019 ad Alytus, in Lituania. Nel 2018 invece ha conquistato l'argento nella classifica a squadre della Coppa del Mondo svoltasi a Taicang, in Cina.
Nel 2017 si piazza quindicesima ai Campionati mondiali di Londra, mentre nel corso dell'anno successivo arriva nona ai campionati europei di Berlino.
Diciassettesima ai Campionati mondiali di Doha nel 2019, ai mondiali del 2022 di Eugene si classifica all'ottavo posto, e un paio di mesi dopo arriva quinta ai campionati europei di Monaco di Baviera.
Il 7 giugno 2024, nel corso degli europei casalinghi di Roma, vince la medaglia d'argento nella 20 km di marcia, arrivando alle spalle solamente della connazionale Antonella Palmisano.

## Progressione

### Marcia 5000 metri
| Stagione | Tempo    | Luogo     | Data      | Rank. Mond. |
| -------- | -------- | --------- | --------- | ----------- |
| 2015     | 22'04"30 | Cinisello | 11-7-2015 |             |
| 2013     | 22'29"31 | Como      | 25-6-2013 |             |
| 2012     | 23'10"00 | Velletri  | 6-10-2012 |             |
| 2011     | 24'48"60 | Cinisello | 9-7-2011  |             |
| 2009     | 22'41"63 | Comacchio | 26-9-2009 |             |
| 2008     | 22'08"06 | Cagliari  | 20-7-2008 |             |
| 2007     | 23'20"46 | Padova    | 28-7-2007 |             |

### Marcia 10 km
| Stagione | Tempo  | Luogo    | Data       | Rank. Mond. |
| -------- | ------ | -------- | ---------- | ----------- |
| 2015     | 45'51" | Torino   | 24-7-2015  |             |
| 2013     | 47'55" | Getafe   | 15-12-2013 |             |
| 2012     | 49'29" | Macerata | 9-9-2012   |             |
| 2011     | 50'11" | Chiasso  | 2-10-2011  |             |
| 2009     | 48'17" | Chiasso  | 4-10-2009  |             |
| 2008     | 44'40" | Piacenza | 12-10-2008 |             |
| 2007     | 47'43" | Chieti   | 24-6-2007  |             |

### Marcia 20 km
| Stagione | Tempo    | Luogo          | Data       | Rank. Mond. |
| -------- | -------- | -------------- | ---------- | ----------- |
| 2024     | 1h28'37" | Roma           | 7-6-2024   |             |
| 2023     | 1h32'09" | Poděbrady      | 21-5-2023  |             |
| 2022     | 1h29'47" | Alberobello    | 1-5-2022   |             |
| 2021     | 1h29'58" | Grottaglie     | 7-3-2021   |             |
| 2020     | 1h32'05" | Grosseto       | 26-1-2020  |             |
| 2019     | 1h32'49" | Alytus         | 19-5-2019  |             |
| 2018     | 1h29'57" | Berlino        | 11-8-2018  | 18ª         |
| 2017     | 1h30'35" | Londra         | 13-7-2017  |             |
| 2016     | 1h31'28" | Alytus         | 10-6-2016  |             |
| 2015     | 1h31'44" | La Coruna      | 6-6-2015   |             |
| 2014     | 1h34'50" | Poděbrady      | 12-4-2014  | 94ª         |
| 2013     | 1h36'52" | Poděbrady      | 13-4-2013  | 162ª        |
| 2012     | 1h38'33" | Villa di Serio | 14-10-2012 |             |
| 2009     | 1h35'33" | Berlino        | 16-8-2009  | 91ª         |
| 2008     | 1h32'53" | Chiasso        | 5-10-2008  | 70ª         |
| 2007     | 1h37'38" | Melfi          | 7-10-2007  | 120ª        |
| 2006     | 1h39'29" | Maranello      | 8-10-2006  | 139ª        |
| 2005     | 1h47'20" | Piacenza       | 2-10-2005  |             |
| 2003     | 1h49'03" | Bellaria       | 8-6-2003   |             |

## Palmarès
| Anno | Manifestazione  | Sede     | Evento         | Risultato | Prestazione | Note                          |
| ---- | --------------- | -------- | -------------- | --------- | ----------- | ----------------------------- |
| 2004 | Mondiali U20    | Grosseto | Marcia 10000 m | 11ª       | 49'06"52    | [ 3 ]                         |
| 2007 | Europei U23     | Debrecen | Marcia 20 km   | 11ª       | 1h38'45     | [ 4 ]                         |
| 2009 | Mondiali        | Berlino  | Marcia 20 km   | 16ª       | 1h35'33     | [ 5 ]                         |
| 2009 | Universiadi     | Belgrado | Marcia 20 km   | 6ª        | 1h36'32     | [ 6 ]                         |
| 2017 | Mondiali        | Londra   | Marcia 20 km   | 15ª       | 1h30'35     | Miglior prestazione personale |
| 2018 | Europei         | Berlino  | Marcia 20 km   | 9ª        | 1h29'57"    | Miglior prestazione personale |
| 2019 | Mondiali        | Doha     | Marcia 20 km   | 17ª       | 1h38'22"    |                               |
| 2021 | Giochi olimpici | Tokyo    | Marcia 20 km   | 18ª       | 1h33'12"    |                               |
| 2022 | Mondiali        | Eugene   | Marcia 20 km   | 8ª        | 1h29'54"    |                               |
| 2022 | Europei         | Monaco   | Marcia 20 km   | 5ª        | 1h29'56"    |                               |
| 2023 | Mondiali        | Budapest | Marcia 20 km   | 22ª       | 1h32'57"    |                               |
| 2024 | Europei         | Roma     | Marcia 20 km   | Argento   | 1h28'37"    | Miglior prestazione personale |
| 2024 | Giochi olimpici | Parigi   | Marcia 20 km   | 35ª       | 1h35'39"    |                               |

## Campionati nazionali
- 10 volte campionessa nazionale assoluta di marcia (2009, 2015, 2016, 2017, 2018, 2022, 2023, 2024)
- 3 volte campionessa nazionale assoluta indoor di marcia 3000 m (2020, 2021, 2024)
- 1 volta campionessa nazionale universitaria di marcia 5000 m (2008)
- 1 volta campionessa nazionale under 23 di marcia 20 km (2007)
- 1 volta campionessa nazionale juniores di marcia 5000 m (2004)
- 1 volta campionessa nazionale juniores di marcia 20 km (2004)
- 2 volte campionessa nazionale juniores indoor di marcia 3000 m (2003, 2004)

2002
- Bronzo ai campionati italiani allievi-juniores-promesse indoor (Genova), marcia 3000 m - 15'15"89[7]

2003
- Oro ai campionati italiani allievi-juniores-promesse indoor (Ancona), marcia 3000 m - 14'23"92[8]
- 11ª ai campionati italiani assoluti indoor (Genova), marcia 3000 m[9]
- 19ª ai campionati italiani assoluti di marcia 20 km su strada (Bellaria Igea Marina), marcia 20 km - 1h49'08" (assolute)[10]
- Bronzo ai campionati italiani assoluti di marcia 20 km su strada (Bellaria Igea Marina), marcia 20 km - 1h49'08" (juniores)[10]

2004
- Oro ai campionati italiani allievi-juniores-promesse indoor (Genova), marcia 3000 m - 14'21"32[11]
- 9ª ai campionati italiani assoluti di marcia 20 km su strada (San Giovanni Marignano), marcia 20 km - 1h44'28" (assolute)[12]
- Oro ai campionati italiani assoluti di marcia 20 km su strada (San Giovanni Marignano), marcia 20 km - 1h44'28" (juniores)[12]
- Oro ai campionati italiani juniores e promesse (Rieti), marcia 5000 m - 24'02"13[13]

2005
- In finale ai campionati italiani assoluti indoor (Ancona), marcia 3000 m - dq[9]
- 14ª ai campionati italiani assoluti di marcia 20 km su strada (Piacenza), marcia 20 km - 1h47'02"[14]

2006
- Bronzo ai campionati italiani allievi-juniores-promesse indoor (Ancona), marcia 3000 m - 13'58"79[15]
- 8ª ai campionati italiani assoluti indoor (Ancona), marcia 3000 m - 13'39"40[16]
- 6ª ai campionati italiani assoluti (Torino), marcia 5000 m - 23'47"27[17]
- 4ª ai campionati italiani juniores e promesse (Rieti), marcia 5000 m - 23'38"39[18]

2007
- Bronzo ai campionati italiani allievi-juniores-promesse indoor (Genova), marcia 3000 m -  14'30"78[19]
- Bronzo ai campionati nazionali universitari (Jesolo), marcia 5000 m - 24'26"98[20]
- Argento ai campionati italiani assoluti (Padova), marcia 5000 m - 23'20"46[21]
- 6ª ai campionati italiani assoluti di marcia 20 km su strada (Molfetta), marcia 20 km - 1h43'32"[22]

2008
- Oro ai campionati nazionali universitari (Pisa), marcia 5000 m - 22'46"52[23]
- Argento ai campionati italiani assoluti di marcia 20 km su strada (Borgo Valsugana), marcia 20 km - 1h34'42"[22]
- Argento ai campionati italiani assoluti (Cagliari), marcia 5000 m - 22'08"06[24]

2009
- Oro ai campionati italiani assoluti di marcia 20 km su strada (Borgo Valsugana), marcia 20 km - 1h37'10"[25]

2011
- 4ª ai campionati nazionali universitari (Torino), marcia 5000 m - 25'52"06[26]

2013
- Argento ai campionati nazionali universitari (Cassino), marcia 5000 m - 23'26"24[27]
- 4ª ai campionati italiani assoluti (Milano), marcia 10000 m - 46'06"21[28]

2014
- Argento ai campionati italiani assoluti indoor (Ancona), marcia 3000 m - 12'55"39[29]

2015
- Argento ai campionati italiani assoluti indoor (Padova), marcia 3000 m - 12'35"55[30]
- Oro ai campionati italiani assoluti di marcia 20 km su strada (Cassino), marcia 20 km - 1h31'48"[31]
- Argento ai campionati italiani assoluti (Torino), marcia 10 km - 45'51"[32]

2017
- Argento ai campionati italiani assoluti indoor (Ancona), marcia 3000 m - 12'08"83
- Argento ai campionati italiani assoluti (Trieste), marcia 10 km - 44'04"94

2018
- Argento ai campionati italiani assoluti (Pescara), marcia 10 km - 45'33"

2020
- Oro ai campionati italiani assoluti indoor (Ancona), marcia 3000 m - 12'53"61

2021
- Oro ai campionati italiani assoluti indoor (Ancona), marcia 3000 m - 12'43"04

2022
- Oro ai campionati italiani assoluti (Rieti), marcia 10 km - 44'25"

2023
- Oro ai campionati italiani assoluti (Molfetta), marcia 10 km - 44'27"

2024
- Oro ai campionati italiani assoluti indoor (Ancona), marcia 3000 m - 12'17"98
- Oro ai campionati italiani assoluti (La Spezia), marcia 10 km - 43'54"

2025
- Argento ai campionati italiani assoluti (Caorle), marcia 10 km - 44'13"

## Altre competizioni internazionali
2008
- 27ª nella Coppa del mondo di marcia ( Čeboksary), marcia 20 km - 1h34'10"[33]
- 7ª nella Coppa del mondo di marcia ( Čeboksary), a squadre - 93 p.[34]

2014
- 56ª nella Coppa del mondo di marcia ( Taicang), marcia 20 km - 1h35'58"[35]

2015
- 20ª nella Coppa Europa di marcia ( Murcia), marcia 20 km - 1h32'08"[36]
- Argento nella Coppa Europa di marcia, ( Murcia), a squadre[36]